# Sköllersta landsfiskalsdistrikt
Sköllersta landsfiskalsdistrikt var 1918–1964 ett landsfiskalsdistrikt i Örebro län, bildat när Sveriges indelning i landsfiskalsdistrikt trädde i kraft den 1 januari 1918, enligt beslut den 7 september 1917. Den 1 januari 1965 avskaffades i Sverige samtliga landsfiskaler och landsfiskalsdistrikt, och deras arbetsuppgifter delades upp på de nyskapade indelningarna polisdistrikt, åklagardistrikt och kronofogdedistrikt.
Landsfiskalsdistriktet låg under länsstyrelsen i Örebro län.

## Ingående områden
När Sveriges nya indelning i landsfiskalsdistrikt trädde i kraft den 1 oktober 1941 (enligt kungörelsen den 28 juni 1941) tillfördes kommunerna Asker och Lännäs från det upphörda Askers landsfiskalsdistrikt. Samtidigt överfördes kommunerna Ekeby, Gällersta och Norrbyås till Glanshammars landsfiskalsdistrikt. När Sveriges nya indelning i landsfiskalsdistrikt trädde i kraft den 1 januari 1952 (enligt kungörelsen 1 juni 1951) ändrades distriktets omfattning.

### Från 1918
Sköllersta härad:
- Bo landskommun
- Ekeby landskommun
- Gällersta landskommun
- Norrbyås landskommun
- Sköllersta landskommun
- Svennevads landskommun

### Från 1 oktober 1941
Askers härad:
- Askers landskommun
- Lännäs landskommun

Sköllersta härad:
- Bo landskommun
- Sköllersta landskommun
- Svennevads landskommun

### Från 1 januari 1952
- Askers landskommun
- Ekeby och Gällersta landskommun
- Sköllersta landskommun
- Stora Mellösa landskommun